# قوشة غنبد
قوشة غنبد هي قرية في مقاطعة سراب، إيران. عدد سكان هذه القرية هو 416 في سنة 2006.